# Козлувка (Мазовецьке воєводство)
Козлувка (пол. Kozłówka) — село в Польщі, у гміні Ґзи Пултуського повіту Мазовецького воєводства.
Населення — 217 осіб (2011).
У 1975-1998 роках село належало до Цехановського воєводства.

## Демографія
Демографічна структура станом на 31 березня 2011 року:
|          | Загалом | Допрацездатний вік | Працездатний вік | Постпрацездатний вік |
| -------- | ------- | ------------------ | ---------------- | -------------------- |
| Чоловіки | 107     | 23                 | 73               | 11                   |
| Жінки    | 110     | 24                 | 63               | 23                   |
| Разом    | 217     | 47                 | 136              | 34                   |